# 阿卜杜拉希姆·穆萨维
阿卜杜拉希姆·穆萨维（波斯語：سید_عبدالرحیم_موسوی；1960年—），现任伊朗伊斯兰共和国武装部队总参谋长。2025年6月13日，穆萨维的前任穆罕默德·巴盖里在以色列空袭中身亡，穆萨维于同日接任。